# القانون في العراق
جمهورية النظام القانوني العراقي في فترة انتقالية في ضوء غزو العراق عام 2003 التي أدت إلى سقوط حزب البعث. العراق لديه دستور مكتوب، وكذلك قانون الأحوال المدنية والجنائية والشخصية. في سبتمبر 2008، تم إطلاق قاعدة البيانات القانونية العراقية، قاعدة بيانات شاملة تجعل جميع القوانين العراقية الايجابية المتاحة بحرية (باللغة العربية فقط) لمستخدمي الإنترنت، [1].

## القانون الدستوري
وتمت الموافقة على الدستور الحالي للعراق في استفتاء وطني في أكتوبر 2005 وينص على شكل الحكم الجمهوري الجديد، وحقوق ومسؤوليات للشعب العراقي.
الدستور وعود عدة الحريات المدنية بما فيها حرية التعبير وحرية الدين وحرية التجمع السلمي وحرية التعبير، وحرية الصحافة، والحق في حياة خاصة. جميع هذه الحريات الشخصية تحتوي على بندين إعفاء رئيسية: مجلس النواب العراقي لديه القدرة على تحديد ما تعني هذه الحريات، وأنه لا توجد حرية قد تتعارض مع الأخلاق الإسلامية [1]
الإسلام هو الدين الرسمي للدولة، ولا يجوز سن قانون أو القسري ينتهك «بلا منازع» تعاليم الإسلام. ترجمة رسمية بالإنكليزية من الدستور العراقي على شبكة الإنترنت في موقع الحكومة العراقية.

## القانون الجنائي
في عام 2003 بقيادة بول بريمر سلطة الائتلاف المؤقتة (سلطة الائتلاف المؤقتة)، وأصدر سلسلة من «القواعد» ملزمة مذكرات "" و«الأوامر». يوم 10 يونيو 2003، أصدر بريمر «الأمر رقم 7» التي نصت على أن المحكمة الجنائية العراقية ملزمة أو قانون العقوبات ستكون الطبعة الثالثة 1984 خمر من قانون صدر في عام 1969 أول. [2] بول بريمر قامت بإجراء بعض التعديلات على كل من قانون العقوبات وقانون الإجراءات الجنائية لسنة 1971.
يمكن الاطلاع على نسخة من الترجمة الإنكليزية لكلا رموز قبل اتفاق السلام الشامل وتعديل لاحق على الإنترنت على موقع جامعة كيس ويسترن ريزرف.
جميع أوامر سلطة الائتلاف المؤقتة والمذكرات واللوائح متوفرة في اتفاق السلام الشامل المستند الرسمي الأرشيف.
الأمر رقم 31 كما يوفر عدة تعديلات على قانون العقوبات، بما في ذلك:
والعقوبة القصوى لهذا الاختطاف هو السجن مدى الحياة، وألغيت في الظروف المخففة المنصوص عليها في مواد قانون العقوبات 426 الفقرات 1 و2 و427. 
الحد الأقصى للعقوبة في حالات الاغتصاب والاعتداء الجنسي في المادة 393 الآن بالسجن مدى الحياة. 
والعقوبة القصوى لهتك العرض في المادة 396 الآن خمسة عشر عاما. 
والعقوبة القصوى لتدمير المرافق العامة في المادة 353 الآن بالسجن مدى الحياة.

## القانون المدني
تمت صياغة قواعد القانون المدني العراقي من قبل لجنة من الفقهاء يرأسهم العلامة المصري ا.د عبد الرزاق احمد السنهوري والذي كان أيضا قد ترأس لجنة تشريع القانون المدني المصري. في عام 1943، عقدت اللجنة اجتماعاتها في العراق برعاية الحكومة العراقية وطلبت لاستكمال القانون المدني. عمل رئيسا لجنة من الحقوقيين العراقيين، وذلك باستخدام القانون المدني المصري كنموذج، وأكمل مشروع القانون المدني والذي جرت المصادقة عليه في 8 سبتمبر 1951 وأصبح نافذ المفعول بعد ذلك بعامين في 8 سبتمبر 1953.
ويستند القانون العراقي على النموذج المصري في معالجاته التشريعية وقد اختطَ لنفسه طريقا وسطا بين الفقه الإسلامي والفقه الغربي، وقبل ذلك القانون المدني الفرنسي. على الرغم من أنه يشتمل على العناصر الإسلامية، ويستند أساسا هيكلها العام والمضمون في القانون المدني القاري. ولذلك، فإنه أسهم مادة مشتركة والنظرية القانونية مع النظم القانونية الأخرى على أساس هذا النموذج، مثل مصر وفرنسا وإثيوبيا وإسبانيا وإيطاليا، وولاية لويزيانا.
وينقسم القانون المدني العراقي في جزء أولي وجزئين رئيسيين، كل الجزء الرئيسي يتكون من كتابين. الجزء الأولية يحتوي التعاريف والمبادئ العامة التي تجد التطبيق خلال الفترة المتبقية من التعليمات البرمجية. الجزء الأول من المدونة وعنوانها كتابين الالتزامات العامة والعناصر الفرعية في هذا المجال من القانون، مثل العقود والأضرار، والظالم والثاني enrichment.Part في دفاتر العناوين اثنين الملكية، والملكية، وحقوق حقيقية.

## قوانين الأحوال الشخصية
قانون 1959 للأحوال الشخصية العراقية (بصيغته المعدلة لاحقا) الذي يحكم الطريقة التي يجوز للمحاكم الشرعية تسوية النزاعات بين المسلمين الذين يعيشون في العراق في مجال الزواج والطلاق وحضانة الأطفال والإرث والأوقاف وغيرها من المسائل الدينية مماثلة. هذه الأحكام ملزمة، إلا إذا كانت تتعارض مع بعض الأحكام الأخرى من النظام القانوني العراقي. المسيحيين، وتغطي اليهود والأقليات الأخرى جزئيا من قانون الأحوال الشخصية، وذلك جزئيا للقانون المدني، وجزئيا نظمها القانونية للأحوال الشخصية.
في 2003 أصدر مجلس الحكم الانتقالي العراقي القرار 137 في 29 ديسمبر أن توسيع سلطة المحاكم مسلم إلى الحكم في جميع المنازعات بين المسلمين فيما يتعلق بالزواج والطلاق. ويبدو أن هذا القرار ألغى بول بريمر بعد المحلية والدولية واحتجت جماعات حقوق الإنسان القرار على أساس أن فرض الشريعة الإسلامية لن تنتقص من حقوق المرأة العراقية. [3]
ترجمة باللغة الإنجليزية موجود على موقع رابطة المحامين الأمريكية.

## القانون العسكري
الأساس الحالي للمنظمة والانضباط من الجيش العراقي تنبع من أوامر بريمر رقم 22 ورقم 23 الصادر في عام 2003.

## قانون الانتخابات
مصدقة بول بريمر الأحزاب السياسية والمنظمات غير الحكومية، وكانت سنت قواعد محددة لتنظيم الأحزاب السياسية من قبل اللجنة الانتخابية المستقلة 2004 في العراق. بموجب هذه القواعد طرف عراقي السياسية يجب أن تسجل مع اللجنة من أجل يحق لمرشحيها أيد تظهر على صناديق الاقتراع. تسجيل حزب سياسي (ويعرف أيضا باسم «الكيانات السياسية») يتضمن دفع رسوم التسجيل البالغة 2.5 مليون دينار عراقي، وهو الطرف الثاني رسم تسجيل قدره 7.5 مليون دينار والتوقيعات عريضة من خمسمائة المواطنين العراقيين.

## القانون الدولي
وقد صادقت الحكومة العراقية العديد من المعاهدات الدولية والوثائق.